# Кашлаков Василь Олегович
Васи́ль Оле́гович Кашлако́в (нар. 28 жовтня 1987 — 25 серпня 2015) — старший лейтенант Збройних сил України, учасник російсько-української війни.

## Життєпис
Народився 1987 року в місті Шепетівка Хмельницької області. Протягом 1994—1996 років навчався у шепетівській ЗОШ, 1996-го з матір‘ю переїхав до села Пеньки Старокостянтинівського району. 2005 року закінчив ЗОШ села Пеньки, по тому — факультет економіки і управління Хмельницького національного університету, спеціальність «облік та аудит». Протягом 2009—2010 років навчався на військовій кафедрі Національної академії прикордонних військ імені Б. Хмельницького. Після закінчення університету якийсь час працював у ТзОВ «Мрія» (село Пеньки Старокостянтинівського району), в 2012—2013 роках — охоронцем ТзОВ «Старокостянтинів-АГРО» (село Волиця-Керекешина того ж району).
З 2013 року — у лавах Збройних Сил України, проходив військову службу за контрактом; старший лейтенант, командир взводу 93-ї окремої механізованої бригади.
З 15 січня 2015-го брав участь у бойових діях на сході України, псевдо «Вовк»; учасник оборони селища Піски Ясинуватського району.
Зазнав поранення ноги в лютому 2015 року внаслідок підриву на розтяжці, протягом 3-х трьох тижнів проходив лікування у військовому госпіталі.
24 серпня 2015 року зазнав важких поранень внаслідок підриву автомобіля на протитанковій міні поблизу села Невельське Ясинуватського району Донецької області. На місці старшому лейтенанту була надана перша медична допомога та здійснена евакуація до ЦРЛ м. Красноармійськ (із 2016 р. м. Покровськ), де він помер 25 серпня 2015 року о 03.15.
27 серпня 2015 року похований в селі Пеньки Старокостянтинівського району.
Без Василя залишились дружина та син.

## Нагороди та вшанування
За особисту мужність, сумлінне та бездоганне служіння Українському народові, зразкове виконання військового обов'язку відзначений — нагороджений
- орденом Богдана Хмельницького ІІІ ступеня (16.1.2016, посмертно)[1]
- почесний громадянин Старокостянтинівського району (серпень 2016, посмертно)
- почесний громадянин міста Шепетівка (липень 2017, посмертно)
- 24 серпня 2016 року у селі Пеньки на фасаді ЗОШ відкрито меморіальну дошку Василю Кашлакову
- 18 липня 2017 року рішенням Шепетівської міської ради вулицю Анни Нісензон перейменовано на вулицю Василя Кашлакова.